# Epirhyssa oaxaca
Epirhyssa oaxaca är en stekelart som beskrevs av Porter 1978. Epirhyssa oaxaca ingår i släktet Epirhyssa och familjen brokparasitsteklar. Inga underarter finns listade i Catalogue of Life.